# Суровые километры
«Суро́вые киломе́тры» — советский остросюжетный художественный фильм режиссёра Олега Николаевского, снятый по сценарию Игоря Болгарина и Виктора Смирнова на Свердловской киностудии в 1969 году. Премьера фильма состоялась 12 октября 1970 года.

## Сюжет
На одной из автобаз в Сибири, сорвавшись на автомашине в пропасть, погибает водитель. Расследование, проведенное милицией, приходит к выводу, что имел место несчастный случай. Друг погибшего водитель Алексей Воробьёв (Николай Мерзликин) не верит в данную версию и по согласованию с сотрудником милиции устраивается на работу на эту автобазу, чтобы выяснить обстоятельства происшедшего.  Алексею удаётся выяснить, что друг стал свидетелем хищений и был убит.

## В ролях
- Николай Мерзликин — Алексей Воробьёв, шофёр
- Виктор Филиппов — Летюков, шофёр-рвач
- Светлана Старикова — Гутя Дробот, диспетчер автобазы
- Жанна Болотова — Таня (Татьяна Валадимировна) Савицкая, радист-метеоролог
- Алексей Чернов — Фёдор Матвеевич Дробот, автомеханик
- Владимир Кашпур — Косяков, главный инженер автобазы
- Лев Золотухин — Стрельцов, шофёр
- Виталий Беляков — Дьяков, шофёр
- Вячеслав Невинный — старший лейтенант милиции
- Анатолий Дудоров — Паламарчук, шофёр
- Айварс Богданович — Крумс
- Капитолина Ламочкина — тётя Феня, хозяйка квартиры
- Иван Матвеев — Гирёв, шофёр
- Борис Новиков — Чуркин, шофёр
- Константин Максимов — Антон Иванович
- Олег Николаевский — продавец картошки
- Николай Бадьев — Костяшкин, инспектор ветнадзора
- Иван Власов — Виталий Савицкий
- Саша Киприянов — Василёк Савицкий

## Съёмочная группа
- Режиссёр-постановщик: Олег Николаевский
- Авторы сценария: Игорь Болгарин, Виктор Смирнов
- Оператор: Игорь Лукшин
- Композитор: Лев Степанов
- Художник: Владислав Расторгуев

## Технические данные
- Чёрно-белый, широкоэкранный, 98 минут[1].
- Премьера: 12 октября 1970 года.